# Halina Abramczyk
Halina Abramczyk (ur. 23 sierpnia 1951 w Zduńskiej Woli-Karsznicach) – polska naukowczyni, fizyczka i chemiczka, specjalistka w dziedzinie spektroskopii molekularnej i laserowej, profesor zwyczajny, wykładowczyni Politechniki Łódzkiej.

## Życiorys
Jest córką Edwarda Chachuły i Salomei z domu Kryszak. Uczęszczała do gimnazjum im. Kazimierza Wielkiego w Zduńskiej Woli, maturę uzyskała w roku 1969. W latach 1969–1974 studiowała na Uniwersytecie Łódzkim, gdzie uzyskała tytuł magistra fizyki. W roku 1982 uzyskała doktorat na Politechnice Łódzkiej za pracę „Dynamika molekularna w dwuskładnikowych roztworach zawierających benzen” (promotor prof. Władysław Reimschüssel). Po uzyskaniu doktoratu z chemii kontynuowała badania naukowe w Międzyresortowym Instytucie Techniki Radiacyjnej Politechniki Łódzkiej, kierowanym przez prof. Jerzego Kroha. W latach 1985–1986 odbyła staż podoktorski w Uniwersytecie w Bielefeld (Niemcy, prof. Thomas Dorfmuller). W roku 1989 uzyskała habilitację na Politechnice Łódzkiej za pracę „Mechanizmy relaksacji wibracyjnej w kompleksach związanych wodorowo i konformacyjnie mobilnych cząsteczkach w ciekłych roztworach”.
Adiunkt Politechniki Łódzkiej od roku 1982, profesor PŁ od 1994, profesor nadzwyczajny od roku 1999, profesor zwyczajny od roku 2004. Założycielka i kierownik Laboratorium Laserowej Spektroskopii Molekularnej od 1992, profesor i kierownik Katedry Marii Curie w Max-Born-Institut für Nichtlineare Optik und Kurzzeitspektroskopie w Berlinie w latach 2007–2009, organizator European Virtual University on Lasers.
Prowadzi badania nad metodami diagnostycznymi wykrywania wczesnych zmian nowotworowych metodą spektroskopii Ramana, obrazowania molekularnego Ramana i femtosekundowej spektroskopii laserowej. Wykładowca (visiting professor) w Consejo Superior de Investigationes Cientificas, Madrid, Hiszpania (1989), Uniwersytecie Marcina Lutra w Halle i Wittenberdze, Niemcy (1992), University of Arizona, Tucson, USA (2002–2003),  Max Born Institute, Berlin, Niemcy (2007–2009), University of Nairobi, Kenya (2009–2010). Jest członkiem Komitetu Redakcyjnego Journal of Molecular Liquids od 1992 roku. Członek zarządu stowarzyszenia naukowego European Molecular Liquids Group (1992-2015). Członek komitetów naukowych konferencji międzynarodowych. Wygłosiła wykłady plenarne i wykłady na zaproszenie w kraju i za granicą. Jest stypendystką Fulbrighta oraz prezesem Polskiego Stowarzyszenia Stypendystów Fulbrighta od 2013 roku.
Jest autorką lub współautorką ok. 100 artykułów naukowych  z listy JCR z dziedziny spektroskopii molekularnej, spektroskopii laserowej i diagnostyki biomedycznej.
Jej małżonek, Andrzej Abramczyk, jest inżynierem chemikiem; syn Wiktor (ur. 1978) po studiach ekonomicznych (finanse i bankowość) w SGH (Szkoła Główna Handlowa) zamieszkał w Warszawie.
Odznaczona Złotym Krzyżem Zasługi (2001) oraz Krzyżem Kawalerskim Orderu Odrodzenia Polski (2020).

## Wybrane książkowe publikacje naukowe
- (2017) Phthalocyanines: From Dyes to Photosensitizers in Diagnostics and Treatment of Cancer. Spectroscopy and Raman Imaging Studies of Phthalocyanines in Human Breast Tissues[9]
- (2017) Spektroskopia i obrazowanie Ramana, rozdział  w książce Laryngologia Onkologiczna[10]
- (2015) Antitumor Activity of Dietary Carotenoids, and Prospects for Applications in Therapy: Carotenoids and Cancer by Raman Imaging Carotenoids[11]
- (2005) Introduction to Laser Spectroscopy[12]
- (2005) Laser technologies in medical diagnostics, material engineering, and telecommunication[13]
- (2004) Photoinduced Redox Processes in Phthalocyanine Derivatives by Resonance Raman Spectroscopy and Time Resolved Techniques[14]
- (2000) Wstęp do spektroskopii laserowej[15]
- (2000) Phase transition and vibrational dynamics by Raman spectroscopy[16]
- (2000) Badanie mechanizmów relaksacji wibracyjnej oraz wpływu rozpuszczalnika na drogę reakcji metodą spektroskopii IR i Ramana[17]
- (1992) The influence of relaxation processes in matrices on the spectroscopic properties of the solvated electron[18]

## Publikacje autobiograficzne
- (2014) Czy Afryka zaśpiewa o mnie pieśń?[19]
- (2005) Podróż przez życie[20]